# Никола Малешевски
Никола Спасов Чапкънов, познат и под прозвището Малешевски и Чичо Крюгер, е български революционер, пунктов началник на Вътрешната македоно-одринска революционна организация в Дупница.

## Биография
Никола Малешевски е роден в 1850, в 1852, в 1856 или 1857 година в Берово, тогава в Османската империя. Племенник е на Димитър Беровски. Получава основното си образование в родното Берово. Развива революционна дейност в Малешевско и Пиянешко, и участва в подготвеното от Димитър Беровски Разловско въстание през 1876 година.
След неуспеха на бунта се преселва в Дупница, където става секретар на комитета „Единство“. Тук се включва активно в дейността на Македонската организация. През 1895 година е сред учредителите и на македонско дружество „Единство“ в Дупница, на което е избран за член на настоятелството. След Четническата акция през 1895 година установява контакти с представители на Върховния комитет. Делегат е на Втория (1895), Третия (1896), Шестия (1899), Седмия (1900) и Осмия македоно-одрински конгрес (април 1901).
През 1896 година Гоце Делчев го назначава за пунктов началник на ВМОРО в Дупница. В 1899 година Никола Малешевски и Гоце Делчев привличат Яне Сандански към организацията.
Никола Малешевски подпомага отвличането на Елън Мария Стоун през 1901 година. До 1903 година ръководи пренасянето на оръжие, пари и материали за вътрешността на Македония. По време на Илинденско-Преображенското въстание войводата Кръстьо Асенов се жени за дъщерята на Никола Малешевски, Анна. След потушаването на въстанието Никола Малешевски спомага придошлите бежанци.
През Балканската война Никола Малешевски ръководи чета в авангарда на Седма пехотна рилска дивизия и освобождава Малешевско и Пиянешко.
След 1920 година е близък до възстановената ВМРО, заради което през 1923 година е арестуван по заповед на правителството на БЗНС.
Според някои сведения умира през 1935 година в Дупница, макар че по-вероятна година на смъртта му е 1945.
В град Дупница на мястото, където някога е била къщата на Малешевски, е поставена паметна плоча. Личният архив на Малешевски се намира в Българския исторически архив на Националната библиотека „Св. св Кирил и Методий“ в София и частично в Държавна агенция „Архиви“.